# Гашовіце (гміна)
Гміна Гашовіце (пол. Gmina Gaszowice) — сільська гміна в південній Польщі. Належить до Рибницького повіту Сілезького воєводства.
Станом на 31 грудня 2011 у гміні проживало 9167 осіб.

## Територія
Згідно з даними за 2007 рік площа гміни становила 19.54 км², у тому числі:
- орні землі: 83.00%
- ліси: 3.00%

Таким чином, площа гміни становить 8.70% площі повіту.

## Населення
Станом на 31 грудня 2011:
| Опис     | Загалом | Загалом | Чоловіки | Чоловіки | Жінки | Жінки |
| -------- | ------- | ------- | -------- | -------- | ----- | ----- |
| одиниця  | осіб    | %       | осіб     | %        | осіб  | %     |
| все      | 9167    | 100     | 4518     | 49.29    | 4649  | 50.71 |
| міське   | 0       | 100     | 0        |          | 0     |       |
| сільське | 9167    | 100     | 4518     | 49.29    | 4649  | 50.71 |

## Сусідні гміни
Гміна Гашовіце межує з такими гмінами: Єйковіце, Лискі, Пшув, Ридултови.